# Karen (voornaam)
Karen is een meisjesnaam die is afgeleid van de Griekse naam Catharina, die op zijn beurt afgeleid is van het Griekse woord katharos (καθαρος), dat rein of zuiver betekent. 
Karen betekent dus zoveel als "de reine, schone, zuivere".
Een afleiding van de naam is Karin.

## Naamdraagsters van Karen
- Karen Aabye, een Deense schrijfster en journaliste
- Karen Alexander, een Amerikaans zangeres
- Karen Allen, een Amerikaanse actrice
- Karen Armstrong, een Britse schrijfster en expert op het terrein van religie
- Karen Black, een Amerikaanse actrice en zangeres
- Karen Blixen, een Deense schrijfster die schreef onder het pseudoniem Isak Dinesen
- Karen Briggs, een Amerikaanse violiste
- Karen Briggs, een Brits judoka
- Karen Damen, een Belgische zangeres bij de muziekgroep K3
- Karen David, een Britse actrice en zangeres
- Karen De Visscher, een Belgische actrice
- Karen Dotrice, een Britse actrice
- Karen Gerbrands, een Nederlandse politica voor de Partij voor de Vrijheid (PVV)
- Karen Geurtsen, een Nederlandse journaliste
- Karen Grassle, een Amerikaanse actrice
- Karen Hamaker,  een Nederlandse astroloog
- Karen Hancock, een Amerikaanse auteur
- Karen Harup, een Deense zwemkampioene
- Karen Heerschop,  een Nederlandse politicus voor Leefbaar Hilversum (LH)
- Karen Jarrett, ook wel bekend als Karen Angle, een persoonlijkheid in de wereld van het professioneel worstelen
- Karen Lunn, een Australische beroepsgolfster
- Karen M. McManus, een Amerikaanse schrijfster
- Karen Miller, een Australische schrijfster van fantasy en sciencefiction
- Karen Moe, een Amerikaanse zwemster
- Karen Moncrieff, een Amerikaanse actrice en regisseuse
- Karen Morley, de artiestennaam van Mildred Linton, een Amerikaanse actrice
- Karen Mulder, een Nederlands fotomodel
- Karen Opdencamp, een Belgische tafeltennisster
- Karen Persyn, een Belgische skiester
- Karen Pickering, een Britse zwemster
- Karen Prell, een Amerikaanse poppenspeelster en stemactrice
- Karen Putzer, een Italiaanse alpineskiester
- Karen Smyers, een Amerikaanse triatlete
- Karen Tweed, een Britse musicus
- Karen Venhuizen, een Nederlandse kunstschaatsster
- Karen Verresen, een Belgische zangeres
- Karen Webb, een Duitse televisiepresentatrice
- Karen Zapata, een Peruviaanse schaakster
- Karen Zoid, een Belgisch-Zuid-Afrikaanse singer-songwriter
- Karen van Holst Pellekaan, een Nederlandse actrice
- Karen van Lith, een Nederlandse damster
- Karen van Parijs, een Belgische actrice

### Bekende naamdragers (mannen)
- Karen Asrian, een Armeense schaakgrootmeester
- Karen Schmeer, een Amerikaans editor

### Fictieve naamdraagsters
- Karen Page, een personage in de comicreeks Daredevil
- Karen McCluskey, een personage uit Desperate Housewives
- Karen Roe, een personage uit de televisieserie One Tree Hill
- Karen Spencer, een personage uit de soapserie The Bold and the Beautiful

## Naamdraagsters van Karin
- Karin Bloemen - Nederlands cabaretier